# Mysida
Los Mysida son un orden de crustáceos pequeños, parecidos a camarones, que pertenecen al superorden Peracarida dentro de los malacostráceos. Su nombre común en inglés, opossum shrimps (camarones zarigüeya), proviene de la presencia de un saco de crías o «marsupium» en las hembras. En este saco se desarrollan las larvas, las cuales no nadan libremente, una característica distintiva del orden. La cabeza de los misídidos tiene un par de ojos pedunculados y dos pares de antenas. El tórax está formado por ocho segmentos, cada uno con extremidades ramificadas, todo cubierto por un caparazón protector, mientras que el abdomen tiene seis segmentos y, generalmente, pequeñas extremidades adicionales.
Los misídidos se encuentran en todo el mundo, tanto en aguas marinas poco profundas como profundas, donde pueden ser bentónicos o pelágicos, y también son importantes en algunos ecosistemas de agua dulce y salobre. Muchas especies bentónicas realizan migraciones verticales diarias hacia capas superiores de la columna de agua. Son alimentadores por filtración, omnívoros que se nutren de algas, detritos y zooplancton. Algunos misídidos se cultivan en laboratorios para experimentos y se usan como alimento para otros organismos marinos cultivados. Además, son sensibles a la contaminación del agua, por lo que a veces se emplean como bioindicadores para monitorear la calidad del agua.

## Descripción
La cabeza de un misídido tiene dos pares de antenas y un par de ojos grandes y pedunculados. La cabeza y el primer segmento (o a veces los primeros tres) del tórax están fusionados, formando el cefalotórax. Los ocho segmentos torácicos están cubiertos por el caparazón, que solo está unido a los tres primeros. Los dos primeros segmentos torácicos tienen maxilípedos, que filtran plancton y partículas orgánicas del agua. Los otros seis pares de apéndices torácicos son extremidades birramosas (ramificadas) llamadas pereiópodos, usadas para nadar y para dirigir agua hacia los maxilípedos al alimentarse. A diferencia de los camarones verdaderos (Caridea), las hembras tienen un marsupio bajo el tórax. Este marsupio está formado por oostegitos flexibles y bristosos que salen de los segmentos basales de los pereiópodos, creando una cámara cuyo techo es el esternón del animal. En esta cámara se incuban los huevos, y el desarrollo, en la mayoría de los casos directo, ocurre ahí.
El abdomen tiene seis segmentos, los primeros cinco con pleópodos, aunque en las hembras pueden estar ausentes o ser vestigiales. El cuarto pleópodo en los machos es más largo y tiene una función reproductiva especializada.
La mayoría de las especies miden entre 5-25 mm (0,2-1 plg) de largo y varían en color desde pálido y transparente hasta naranja brillante o marrón. Se diferencian de otras especies del superorden Peracarida por tener estatocistos en sus urópodos (en el último segmento abdominal). Estos ayudan al animal a orientarse en el agua y se ven como vesículas circulares: junto con la bolsa de cría, los estatocistos suelen ser rasgos que distinguen a los misídidos de otros organismos parecidos a camarones.

## Distribución
Los misídidos tienen una distribución cosmopolita y habitan tanto en ambientes marinos como de agua dulce, incluyendo el mar profundo, estuarios, aguas costeras poco profundas, lagos, ríos y aguas subterráneas. Son principalmente marinos, y menos del diez por ciento se encuentra en agua dulce. Hay unas 72 especies de agua dulce en total, predominando en las regiones paleártica y neotropical. Estos misídidos no marinos se encuentran en cuatro tipos de hábitats distintos: algunos son especies estuarinas; otros quedaron aislados en la cuenca póntica caspiana, donde Paramysis se ha diversificado enormemente (23 especies); algunos son relictos glaciares y otros son relictos subterráneos del Tetis.

## Comportamiento

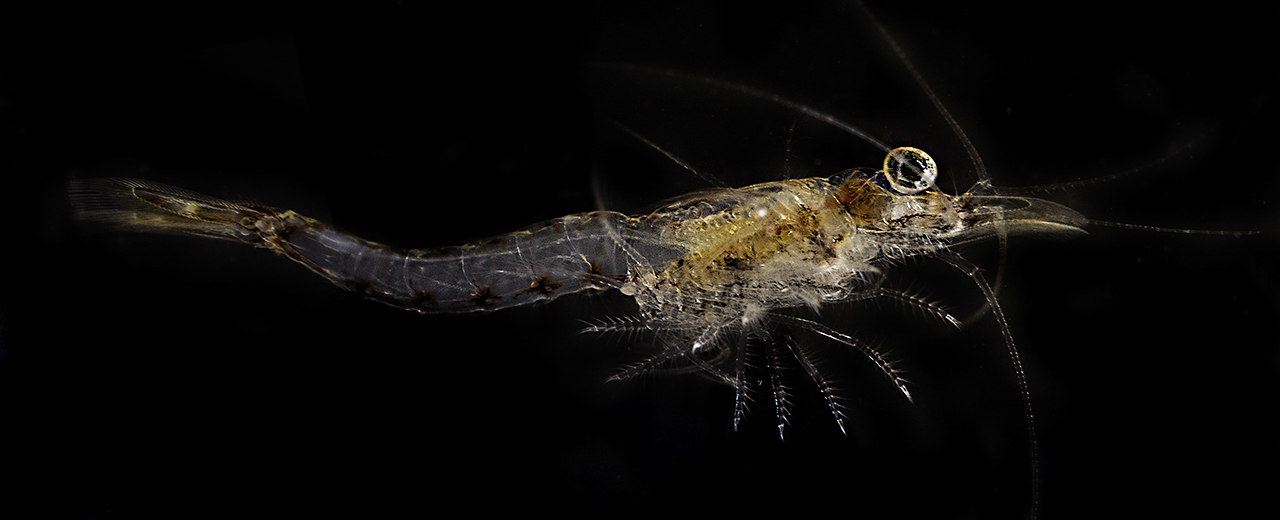
Mysis relicta

Algunas especies son bentónicas (viven en el fondo marino) y otras piélagas (en la mitad del fondo marino), pero la mayoría se encuentra cerca del fondo, reptando o excavando en el lodo o la arena. Muchas especies marinas son bentónicas durante el día, pero por la noche abandonan el fondo para volverse planctónicas. Se mueven principalmente nadando, usando los pleópodos para ello. Algunos viven entre algas y praderas marinas, algunos son solitarios y otros forman enjambres densos. Los misídidos son una parte clave de la dieta de peces como el sábalo y el lenguado. En general, son de vida libre, pero algunas especies, sobre todo de la subfamilia Heteromysinae, son comensales y se asocian con anémonas de mar y cangrejos ermitaños. También se han descrito varios taxones en hábitats de agua dulce y cuevas. Mysis relicta y sus parientes cercanos habitan lagos profundos y fríos, con un ciclo diario de migraciones verticales. La especie Mysidium integrum tiene una relación mutualista con el Stegastes diencaeus, pues los camarones aportan nutrientes a las granjas de algas de las que se alimentan los peces, y estos les ofrecen protección contra depredadores.
La mayoría de los Mysida son omnívoros, comiendo algas, detritos y zooplancton. También son comunes el carroñeo y el canibalismo, con adultos que a veces cazan a sus crías al salir del marsupio. Las especies pelágicas y la mayoría de las demás son alimentadores por filtración, generando una corriente con los exópodos de sus pereiópodos que lleva partículas de comida a una ranura ventral, donde son filtradas por setas (cerdas) en las segundas maxilas. Presas planctónicas más grandes pueden atraparse en una trampa formada por los endópodos de los apéndices torácicos. Algunas especies bentónicas, especialmente de la subfamilia Erythropinae, se alimentan de partículas pequeñas que recogen al limpiar su cuerpo y patas.

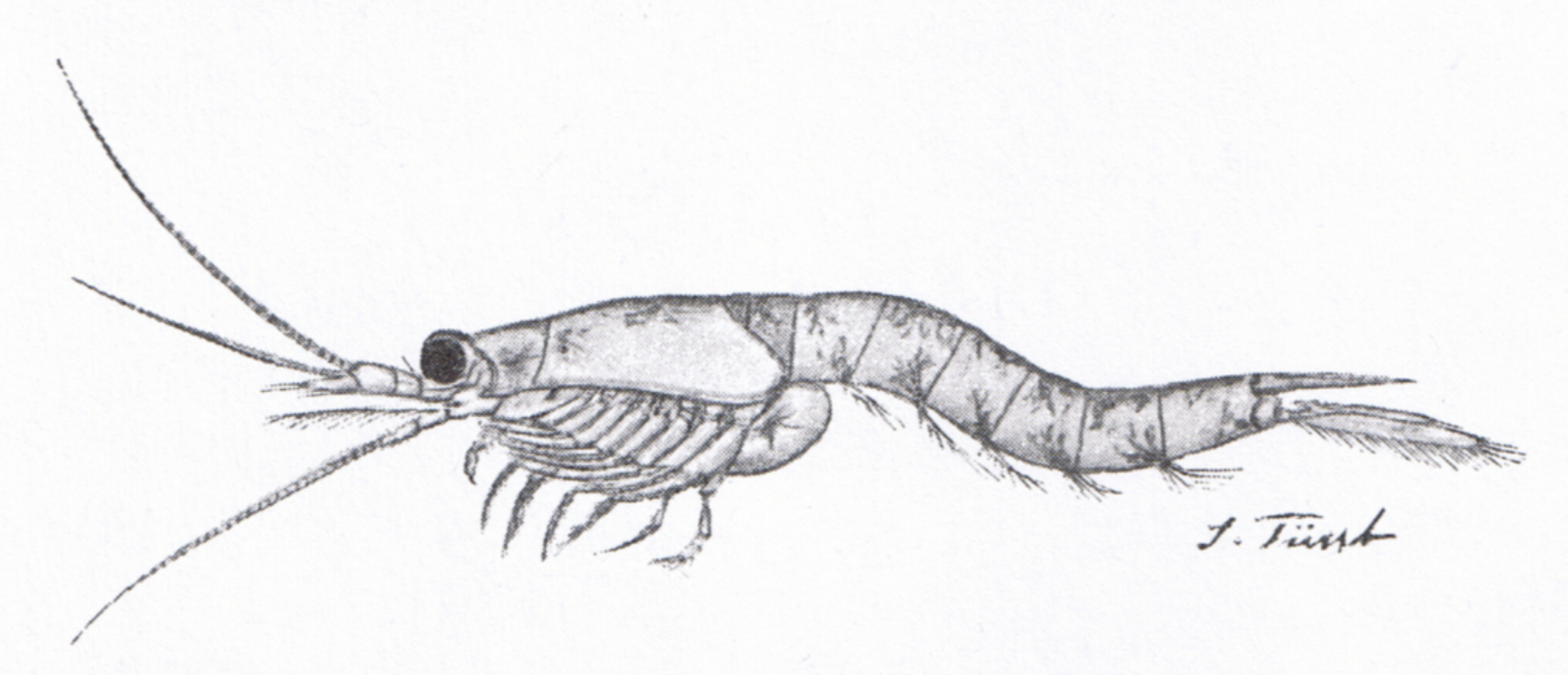
Neomysis integer

Los misídidos son machos o hembras, y la fertilización es externa. Las gónadas están en el tórax y tienen forma tubular. Los machos tienen dos gonoporos en el octavo segmento torácico y un par de penes largos. Los gonoporos de las hembras están en el sexto segmento torácico, y los oostegitos, unidos a los pereiópodos del primero al séptimo, forman la bolsa de cría. El apareamiento suele ocurrir de noche y dura solo unos minutos. El macho introduce sus penes en el marsupio y libera esperma, lo que estimula a la hembra a liberar huevos en la bolsa, generalmente en una hora. Ahí se fertilizan y desarrollan, siendo el desarrollo directo, con las crías naciendo como adultos en miniatura. El tamaño de una camada de misídidos suele depender de la longitud del cuerpo y factores ambientales como la densidad y la disponibilidad de comida. La edad en que alcanzan la madurez sexual depende de la temperatura del agua y la comida disponible. En la especie Mysidopsis bahia, esto ocurre normalmente entre los 12 y 20 días. Las crías se liberan poco después, y aunque su número suele ser bajo, el corto ciclo reproductivo de los adultos permite una nueva camada cada cuatro a siete días.

## Usos
Algunas especies de misídidos son fáciles de criar a gran escala en laboratorio porque se adaptan bien y toleran diversas condiciones. Aunque tienen baja fecundidad, su ciclo reproductivo corto permite que se reproduzcan rápidamente en grandes cantidades. Pueden cultivarse en sistemas estáticos o de flujo continuo, siendo estos últimos mejores para mantener una mayor densidad. En los sistemas de flujo, las crías se separan continuamente de los adultos para reducir la mortalidad por canibalismo. Los juveniles de Artemia (camarón de salmuera), incubados por 24 horas, son el alimento más común en estos cultivos, a veces enriquecidos con ácidos grasos altamente insaturados para aumentar su valor nutricional.
Los misídidos cultivados son un alimento ideal para muchos organismos marinos. Se usan para alimentar cefalópodos, larvas de peces y camarones de cultivo comercial, por su tamaño pequeño y bajo costo. Su alto contenido de proteínas y grasas los hace una buena alternativa a la Artemia enriquecida viva para alimentar juveniles (especialmente los difíciles de mantener, como crías de caballitos de mar) y otras faunas pequeñas.
Su sensibilidad a la calidad del agua también los hace útiles para bioensayos. Americamysis bahia y Americamysis almyra se usan frecuentemente para probar pesticidas y otras sustancias tóxicas, siendo A. bahia más sensible durante la muda.

## Sistemática
Los Mysida pertenecen al superorden Peracarida, que significa "cercanos a los camarones". Aunque en muchos aspectos se parecen a algunos camarones, su principal diferencia con el superorden Eucarida es la ausencia de larvas nadadoras libres. El orden Mysida es amplio y actualmente incluye unos 160 géneros con más de 1000 especies.
Tradicionalmente, los Mysida se agrupaban con otro grupo similar de crustáceos pelágicos, los Lophogastrida, en un orden más amplio llamado Mysidacea, pero esta clasificación está generalmente abandonada hoy.
Aunque el agrupamiento anterior tenía buen respaldo morfológico, los estudios de sistemática molecular no confirman la monofilia de este grupo. Antes, Mysida incluía dos familias más, Lepidomysidae y Stygiomysidae, pero ahora se han colocado en un orden separado, Stygiomysida.

## Clasificación
|  | - Familia Mysidae Haworth, 1825 - Subfamilia Boreomysinae Holt & Tattersall, 1905 - 2 géneros - Subfamilia Erythropinae Hansen, 1910 - 54 géneros - Subfamilia Gastrosaccinae Norman, 1892 - 10 géneros - Subfamilia Heteromysinae Norman, 1892 - 14 géneros - Subfamilia Leptomysinae Hansen, 1910 - 30 géneros - Subfamilia Mysidellinae Czerniavsky, 1882 - 2 géneros - Subfamilia Mysinae Haworth, 1825 - 55 géneros - Subfamilia Palaumysinae Wittmann, 2013 - 1 género - Subfamilia Rhopalophthalminae Hansen, 1910 - 1 género - Subfamilia Siriellinae Norman, 1892 - 3 géneros | - Familia Petalophthalmidae Czerniavsky, 1882 - Género Bacescomysis Murano & Krygier, 1985 - Género Ceratomysis Faxon, 1893 - Género Hansenomysis Stebbing, 1893 - Género Parapetalophthalmus Murano & Bravo, 1998 - Género Petalophthalmus Willemoes-Suhm, 1875 - Género Pseudopetalophthalmus Bravo & Murano, 1997 |